# Porky combattant du feu
Pour plus de détails, voir Fiche technique et Distribution.
Porky combattant du feu (Porky the Fireman) est un court métrage d'animation de la série américaine Looney Tunes réalisé par Frank Tashlin, produit par les Leon Schlesinger Productions et sorti en 1938.